# Râul Valea Cheii, Gemenea
Râul Valea Cheii este un curs de apă, afluent al râului Gemenea. 

## Hărți
- Harta județului Suceava